# Thecla photeinos
Thecla photeinos är en fjärilsart som beskrevs av Druce 1907. Thecla photeinos ingår i släktet Thecla och familjen juvelvingar. Inga underarter finns listade i Catalogue of Life.